# Renate Thon
Renate Thon (* 18. Juli 1949 in Hornburg) ist eine deutsche Politikerin (Bündnis 90/Die Grünen). Sie war von 1996 bis 2001 Mitglied im Landtag von Baden-Württemberg.

## Leben und Beruf
Thon studierte nach dem Abitur in Pforzheim an der Pädagogischen Hochschule Karlsruhe und war danach bis 1978 Lehrerin an Grund- und Hauptschulen. Anschließend absolvierte sie eine Umschulung zur Arbeitsvermittlerin und war ab 1980 beim Arbeitsamt Pforzheim tätig. Thon hat zwei Kinder.

## Politik
Thon wurde 1986 in den Vorstand des Grünen-Kreisverbands Pforzheim/Enz gewählt. 1989 wurde sie Mitglied des Gemeinderats von Pforzheim, in dem sie später auch zur Fraktionsvorsitzenden gewählt wurde. Von 1996 bis 2001 war sie Abgeordnete im Landtag von Baden-Württemberg, in dem sie ein Zweitmandat des Wahlkreises Enz vertrat und in den Jahren 2000 bis 2001 stellvertretende Fraktionsvorsitzende war. Anschließend war Thon bis 2003 gemeinsam mit Andreas Braun Vorsitzende des baden-württembergischen Landesverbands von Bündnis 90/Die Grünen. 2004 wurde Thon erneut Mitglied des Gemeinderats in Pforzheim, in den sie auch 2009 und 2014 wieder gewählt wurde.